# کوه دونگ جون
کوه دونگ جون (به لاتین: Dongjun Mountain) یک کوه در تایوان است. کوه دونگ جون ۳٬۶۱۹ متر بالاتر از سطح دریا واقع شده‌است.